# Jure Leskovec
Jure Leskovec é um cientista da computação esloveno, empresário e professor associado de Ciência da Computação na Universidade de Stanford com foco em ciência de redes. Ele é o cientista-chefe do Pinterest .

## Biografia
Em 2004, Leskovec recebeu um Diploma em Ciência da Computação da Universidade de Ljubljana, Eslovênia, pesquisando a criação de resumos baseada em redes semânticas, usando aprendizado de máquina; em 2008 ele recebeu um PhD em Aprendizagem Computacional e Estatística da Universidade Carnegie Mellon.

## Prêmios e honras
- Prêmio Lagrange,[2] 2015.
- Alfred P. Sloan Fellowship, 2012.